# Astrocaryum malybo
Espèce
Astrocaryum malybo est une espèce de palmiers à feuilles pennées.